# Адміністративний поділ муніципалітету Сан-Паулу

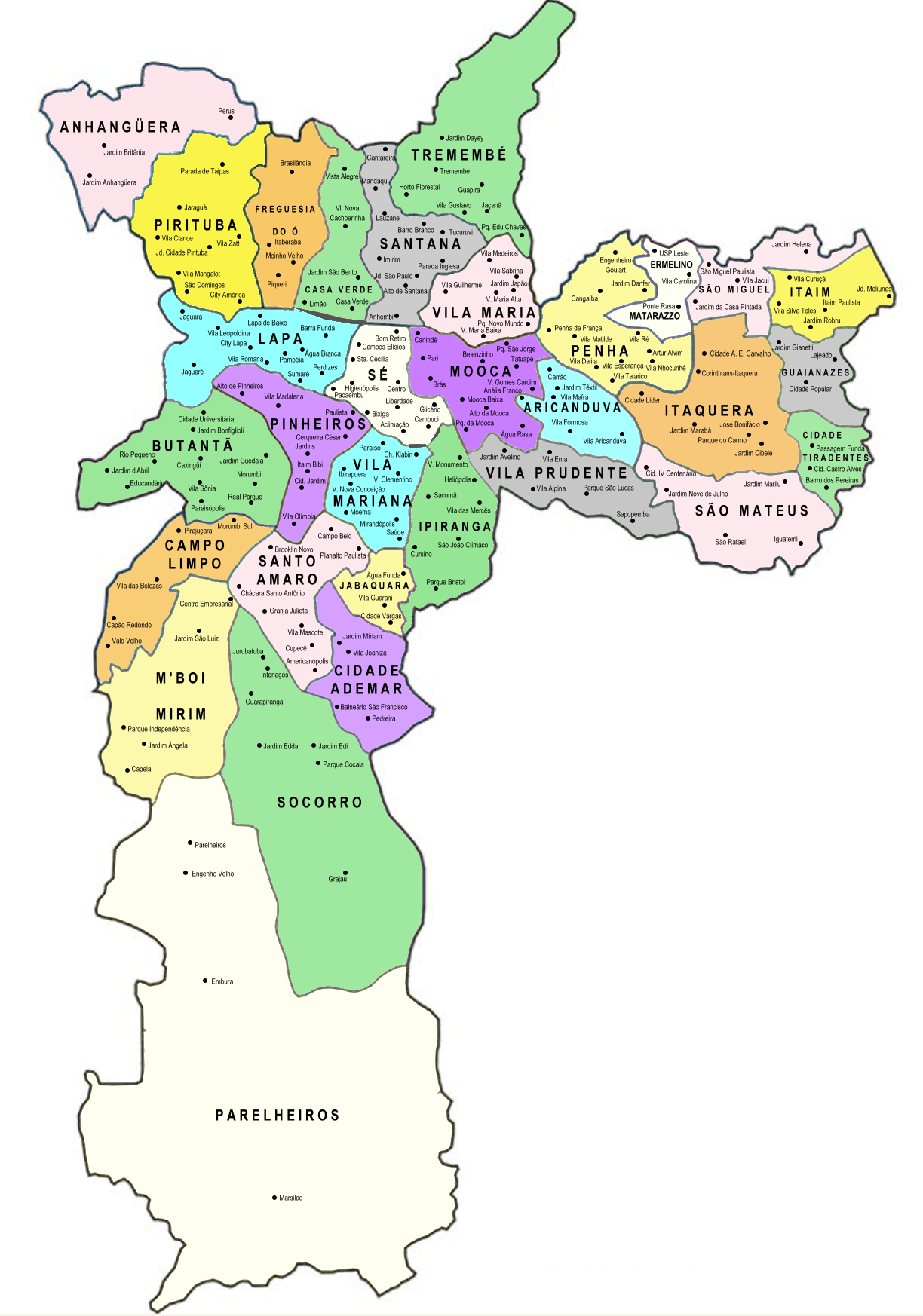
Мапа субпрефектур муніципалітету Сан-Паулу

Муніципалітет Сан-Паулу за законом офіційно поділяється на 31 субпрефектуру (subprefeituras). Кожна субпрефектура ділиться на декілька округів (distritos, в більшості випадків, два або три). Субпрефектури з найбільшим числом районів — Се (Sé), в історичному і діловому центрі, Бутантан (Butantã, місце розташування університету Сан-Паулу), Лапа (Lapa), Пенья (Penha), Моока (Mooca) і Ітакера (Itaquera), що мають від 4 до 8 округів. Округ, де знаходиться керівництво субпрефектури, отримує ту ж назву, що і сама субпрефектура, за винятком М'Бой-Мірім (M'Boi Mirim).
Разом з адміністративним поділом, існує і географічний радіальний поділ, встановлений в 2007 році мером Жілберту Кассабом. За ним місто поділяється на десять регіонів (історичний центр, розширений центр, північ, південь, схід, захід, північний схід, північний захід, південний схід і південний захід), кожен має характерний колір автобусів і вуличних табличок. Цей поділ не має ніякого відношення до субпрефектур і районів, і, в деяких випадках, той же район може знаходитися в двох або більше географічних регіонах.

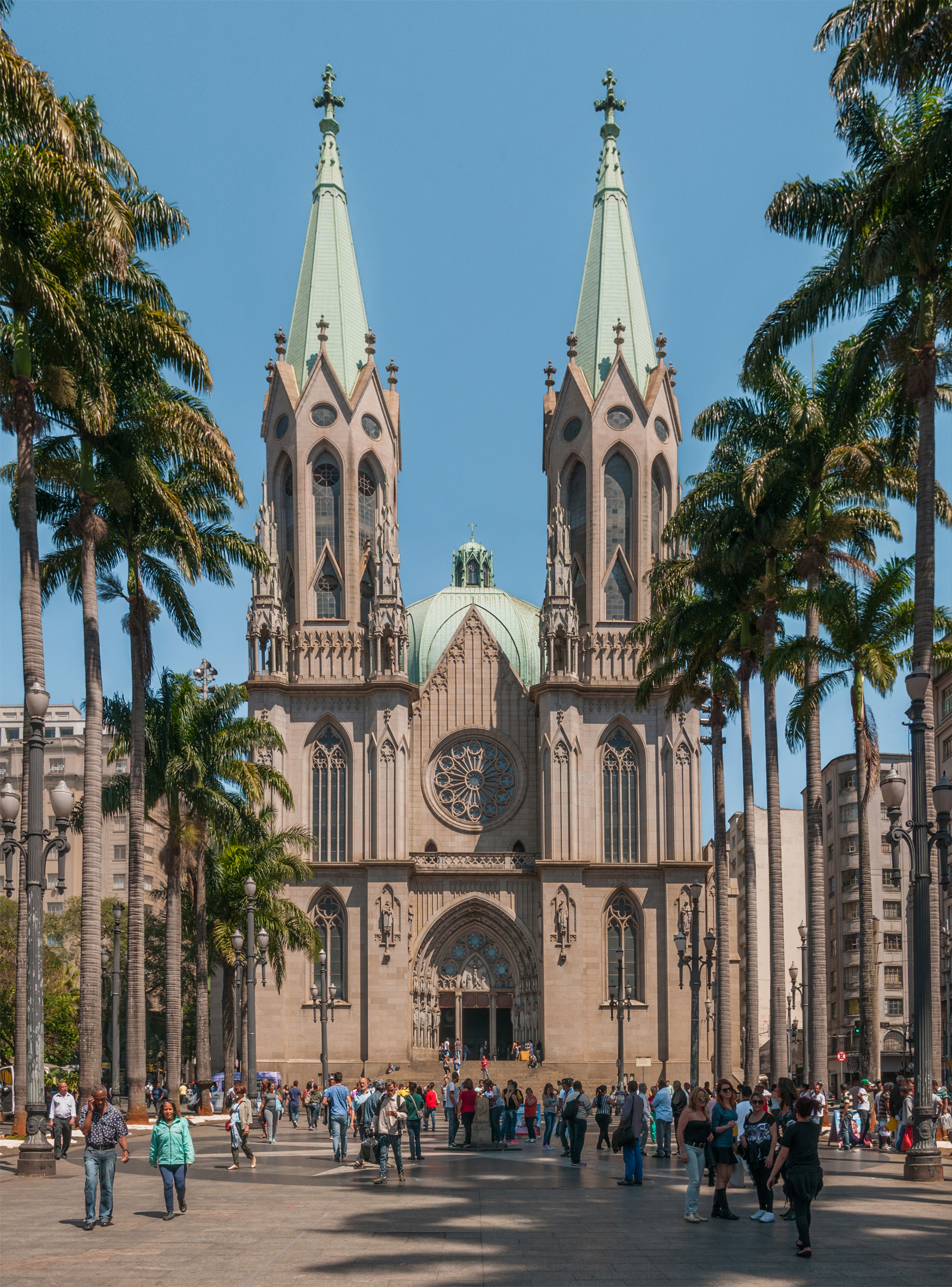
Округ Се, Собор Сан-Паулу

## Список

### Центральний регіон

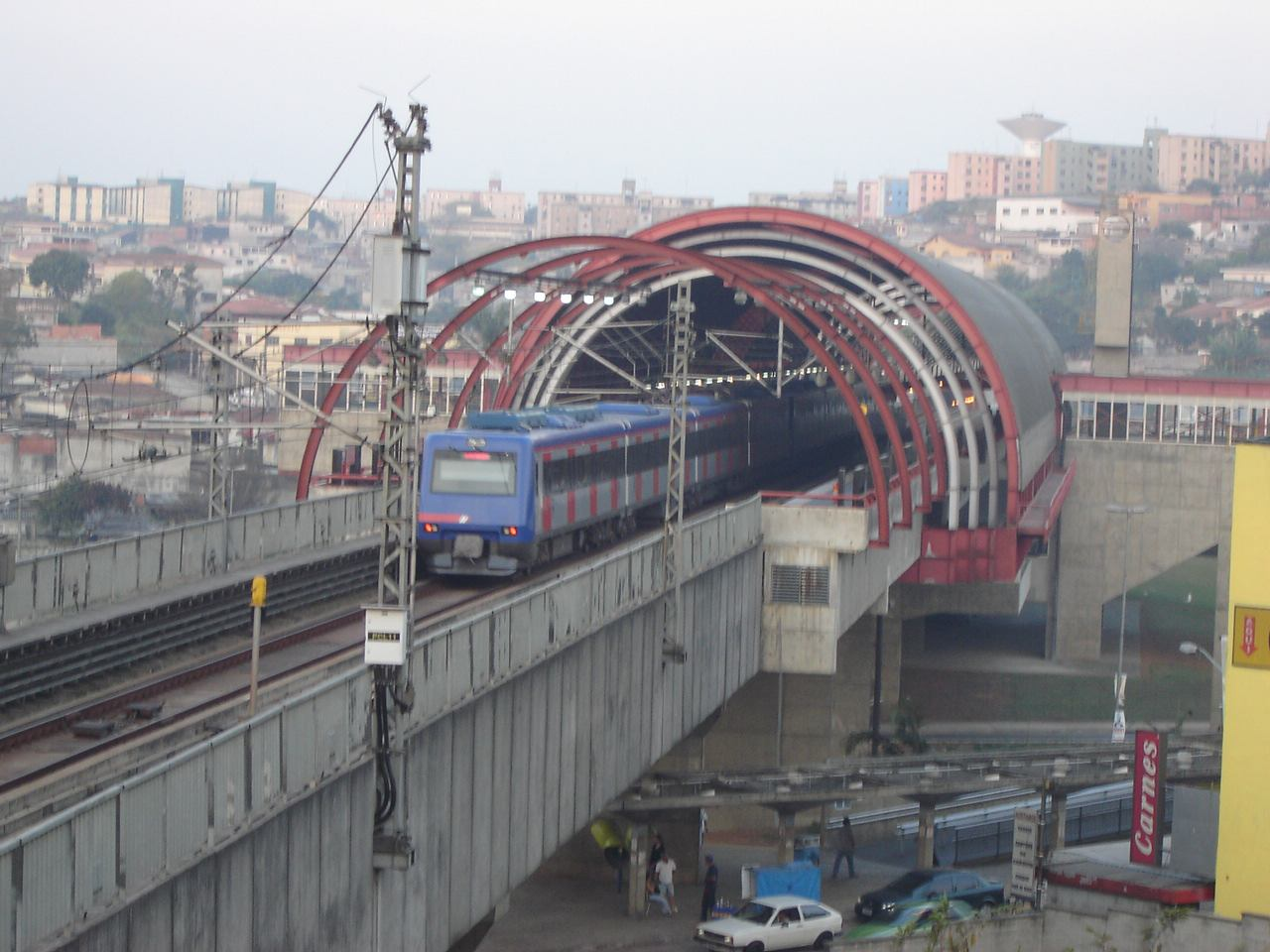
Округ Ітакера

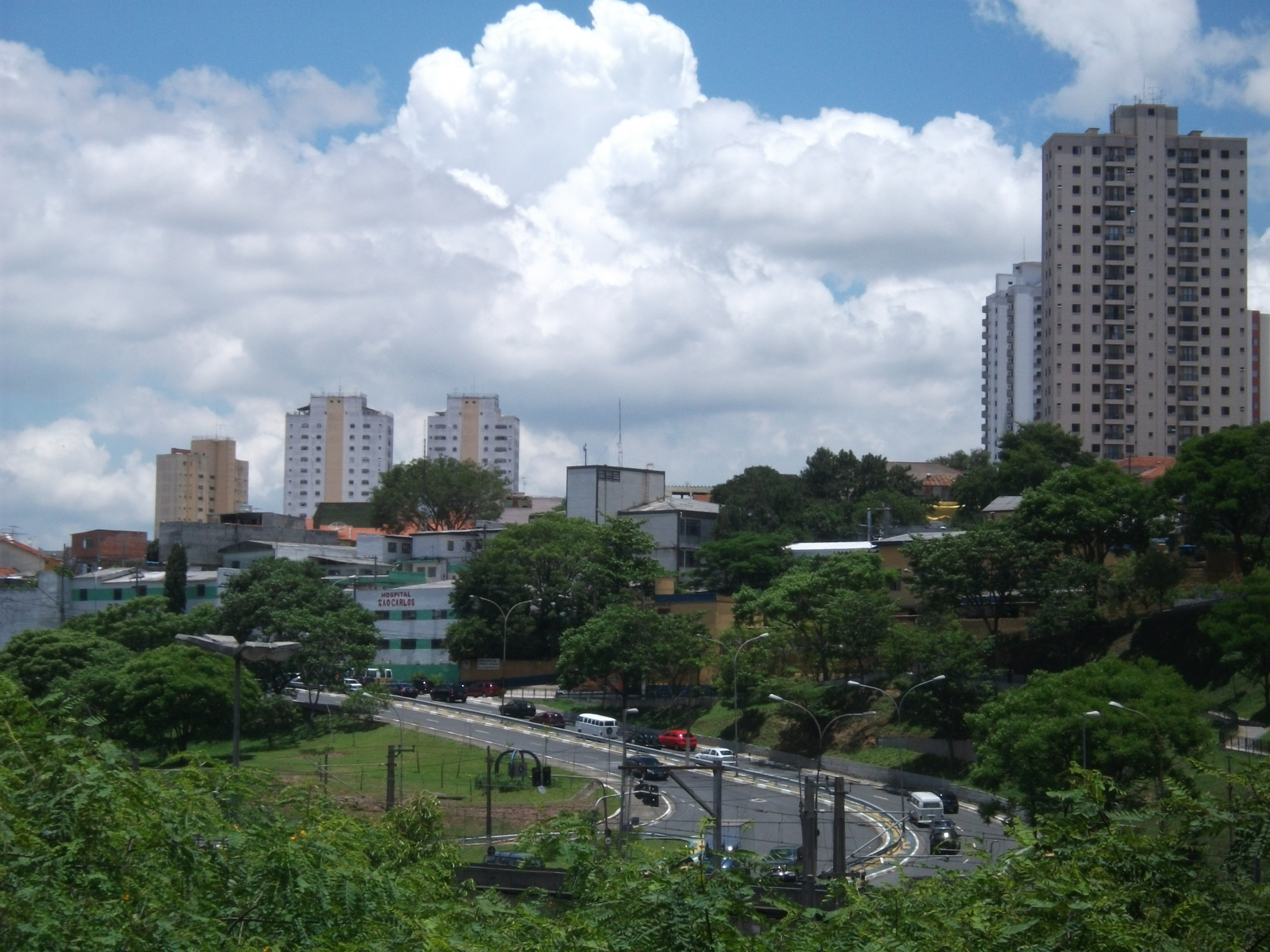
Округ Віла-Матільді

Се (Sé)
- Се (Sé)
- Бела-Віста (Bela Vista)
- Бон-Ретіру (Bom Retiro)
- Камбучі (Cambuci)
- Кансоласан (Consolação)
- Лібердаді (Liberdade)
- Републіка (República)
- Санта-Сесілія (Santa Cecília)

### Схід 1
Ермеліну-Матараззу (Ermelino Matarazzo)

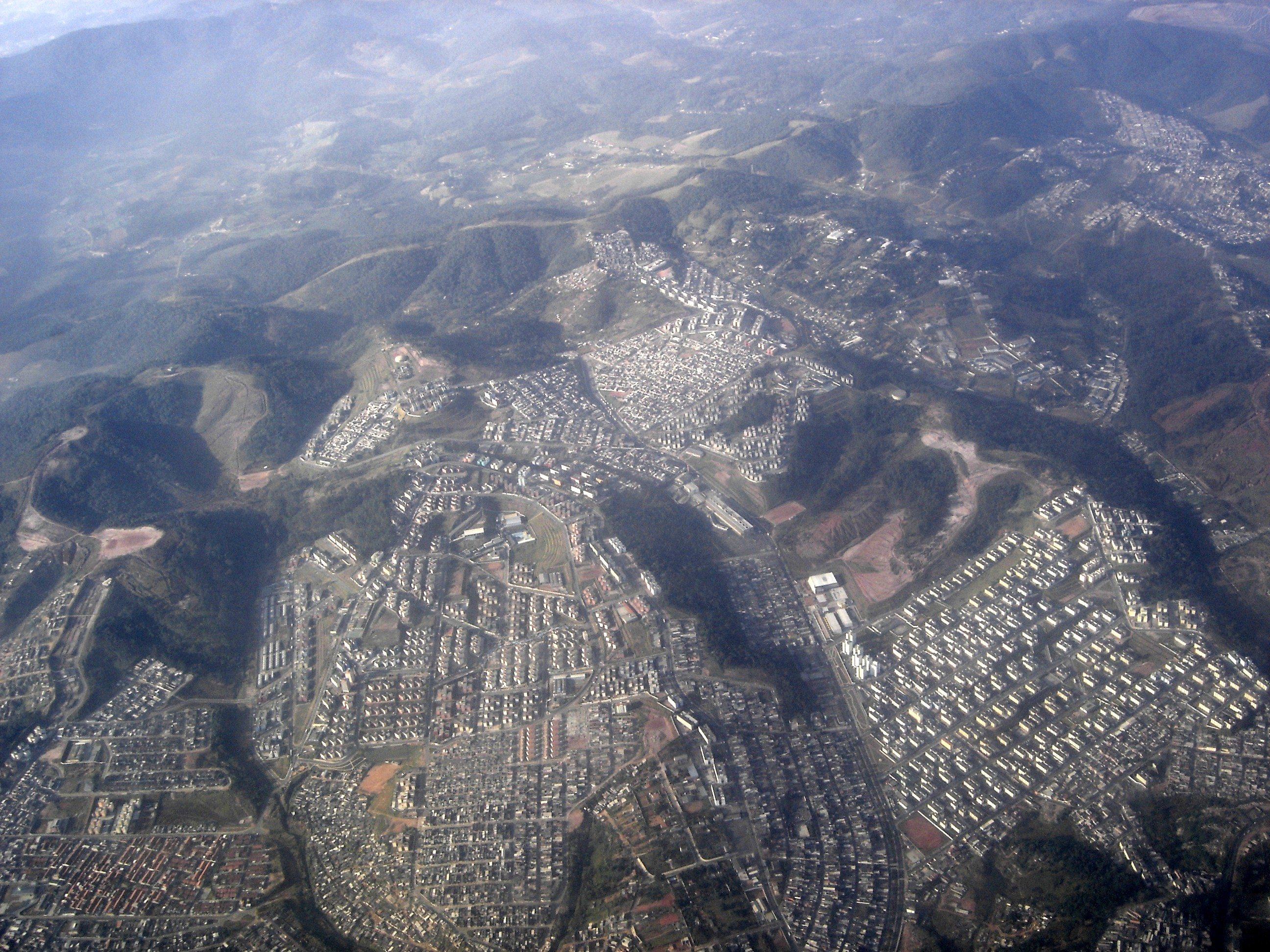
Округ Сідаді-Тірадентіс

- Ермеліну-Матараззу (Ermelino Matarazzo)
- Понті-Раза (Ponte Rasa)

Ітакера (Itaquera)
- Ітакера (Itaquera)
- Сідаді-Лідер (Cidade Líder)
- Жозе-Бонафасіу (José Bonifácio)
- Парке-ду-Карму (Parque do Carmo)

Пенья (Penha)
- Пенья (Penha)
- Кангаїба (Cangaíba)
- Віла-Матільді (Vila Matilde)
- Артур-Алвін (Artur Alvim)

Сан-Матеус (São Mateus)
- Сан-Матеус (São Mateus)
- Сан-Рафаел (São Rafael)
- Ігуатемі (Iguatemi)

### Схід 2
Сідаді-Тірадентіс (Cidade Tiradentes)
- Сідаді-Тірадентіс (Cidade Tiradentes)

Ітайм-Пауліста/Віла-Куруса (Itaim Paulista)
- Ітайм-Пауліста (Itaim Paulista)
- Віла-Куруса (Vila Curuçá)

Гуаянасіс (Guaianazes)
- Гуаянасіс (Guaianazes)
- Лажеаду (Lajeado)

Сан-Мігел-Пауліста (São Miguel Paulista)

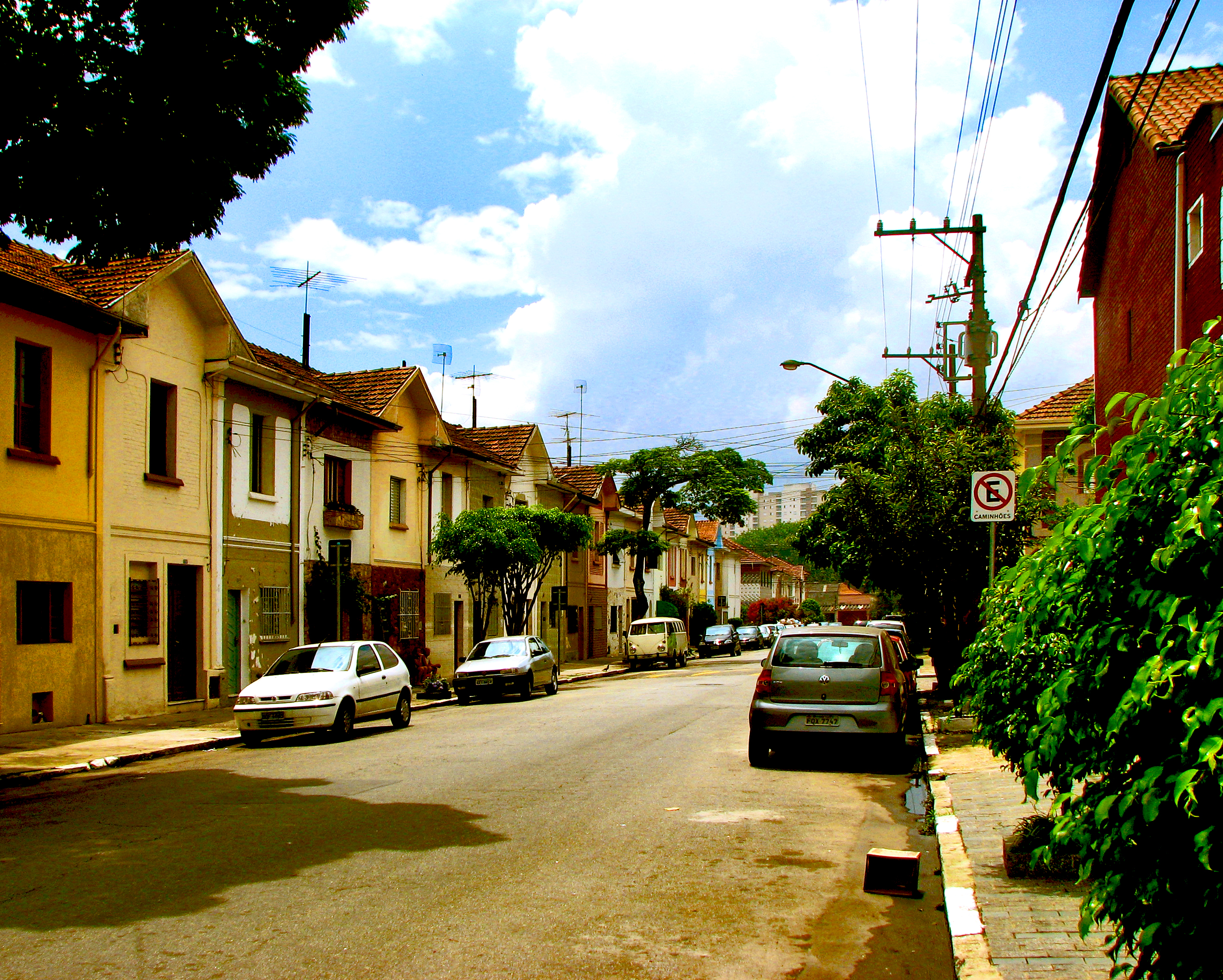
Округ Моока

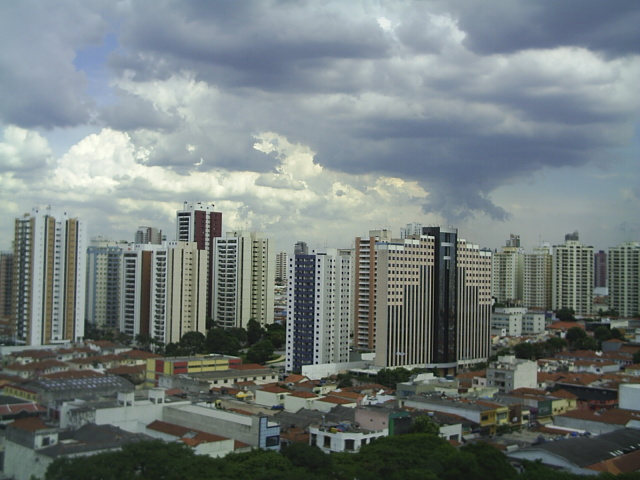
Округ Татуапе

- Сан-Мігел-Пауліста (São Miguel Paulista)
- Віла-Жакуї (Vila Jacuí)
- Жардін-Елена (Jardim Helena)

### Південний схід
Арікандува (Aricanduva)
- Арікандува (Aricanduva)
- Віла-Формоза (Vila Formosa)
- Карран (Carrão)

Іпіранга (Ipiranga)
- Іпіранга (Ipiranga)
- Курсіну (Cursino)
- Сакома (Sacomã)

Моока (Mooca)
- Моока (Mooca)
- Татуапе (Tatuapé)
- Парі (Pari)
- Браз (Brás)
- Белен (Belém)
- Агуа-Раза (Água Rasa)

Віла-Пруденті (Vila Prudente)
- Віла-Пруденті (Vila Prudente)
- Сан-Лукас (São Lucas)
- Сапопемба (Sapopemba)

### Захід
Бутантан (Butantã)
- Бутантан (Butantã)
- Морумбі (Morumbi)
- Віла-Соня (Vila Sônia)
- Ріо-Пекено (Rio Pequeno)
- Рапозу-Таваріс (Raposo Tavares)

Лапа (Lapa)
- Лапа (Lapa)
- Барра-Фунда (Barra Funda)
- Пердізіс (Perdizes)
- Віла-Леополдіна (Vila Leopoldina)
- Жагуара (Jaguara)
- Жагуаре (Jaguaré)

Піньєйрус (Pinheiros)
- Піньєйрус (Pinheiros)

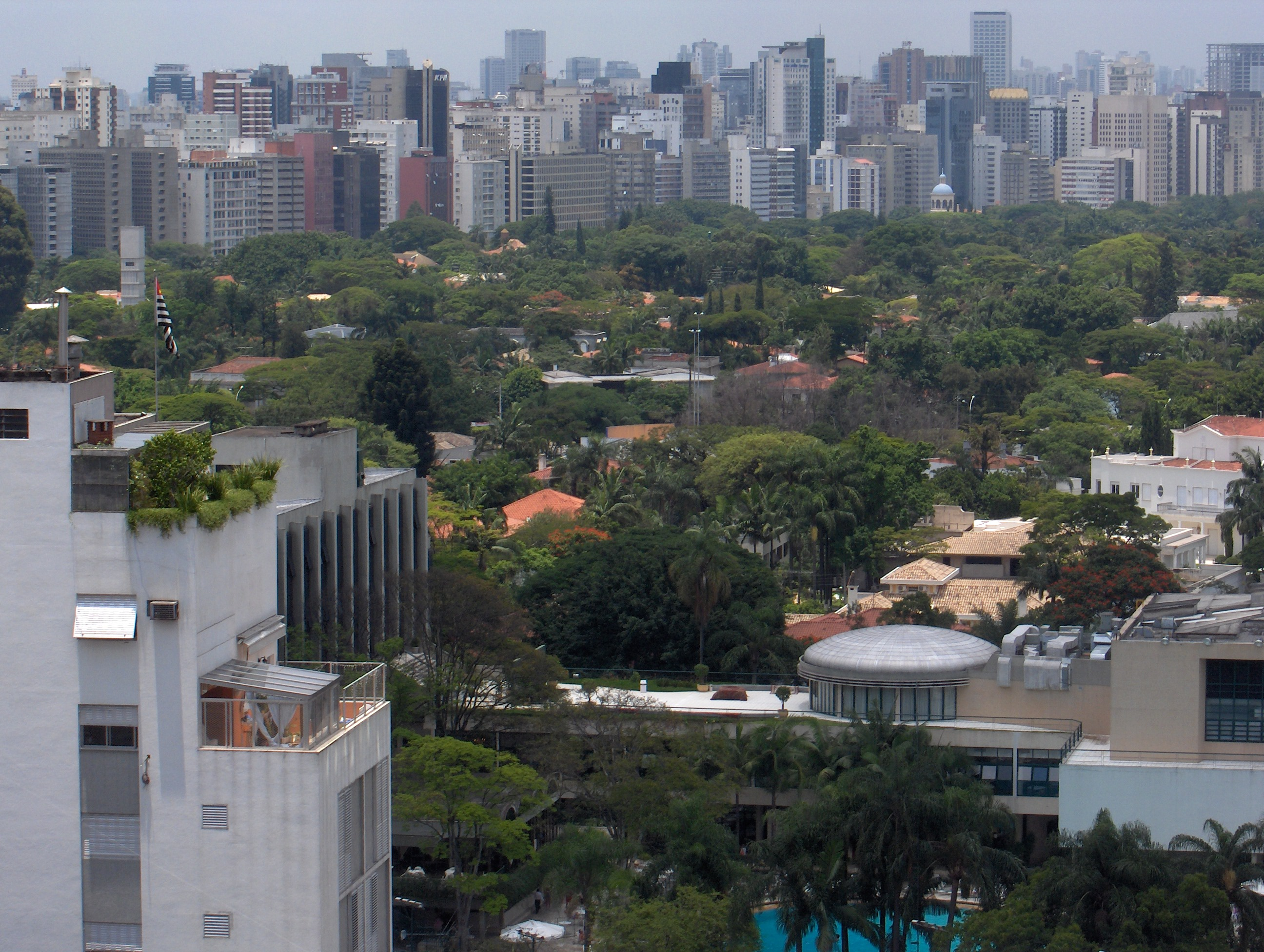
Округ Піньєйрус

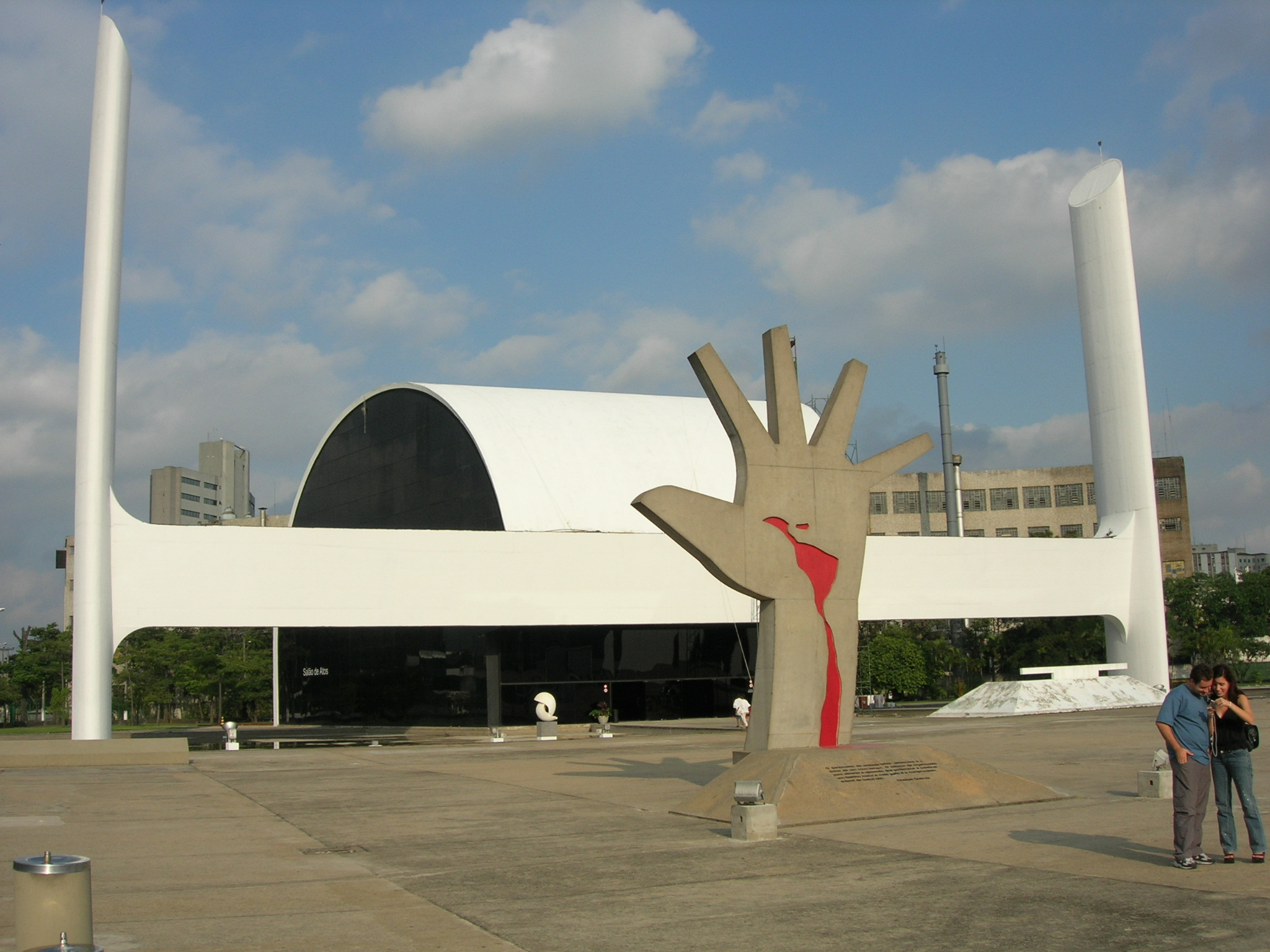
Округ Барра-Фунда

- Алту-ді-Піньєйрус (Alto de Pinheiros)
- Жардін-Пауліста (Jardim Paulista)
- Ітайм-Бібі (Itaim Bibi)

### Північний захід

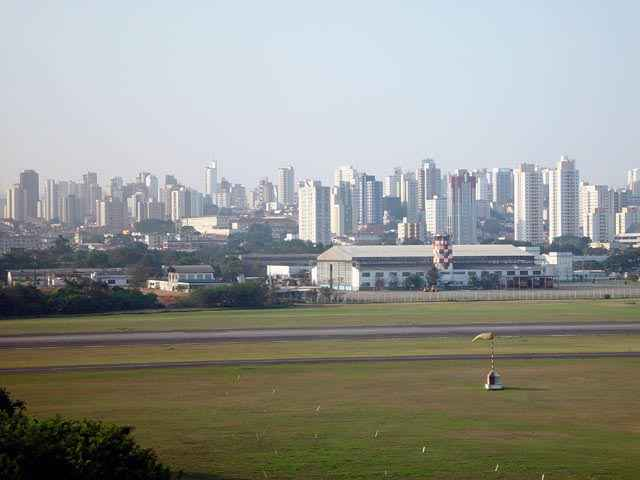
Округ Сантана, поле аеропорту Кампу-ді-Марті

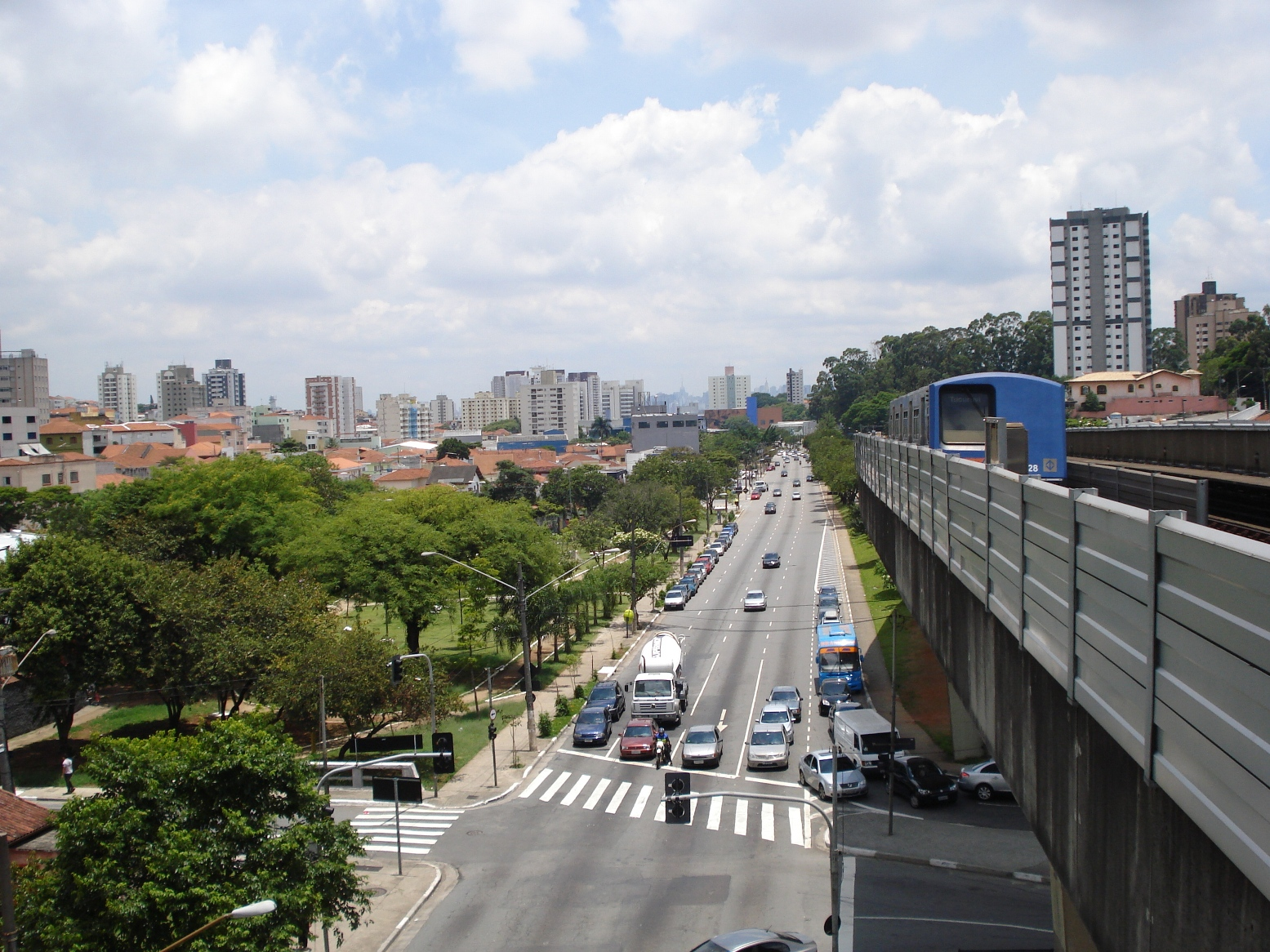
Округ Тукуруві

Каза-Верді (Casa Verde)
- Каза-Верді (Casa Verde)
- Кашоерінья (Cachoeirinha)
- Ліман (Limão)

Жасанан/Тремембре (Jaçanã/Tremembé)
- Жасанан (Jaçanã)
- Тремембре (Tremembé)

Сантана (Santana)
- Сантана (Santana)
- Тукуруві (Tucuruvi)
- Мандакі (Mandaqui)

Віла-Марія (Vila Maria)
- Віла-Марія (Vila Maria)
- Віла-Гільєрмі (Vila Guilherme)
- Віла-Медейрус (Vila Medeiros)

### Північний схід

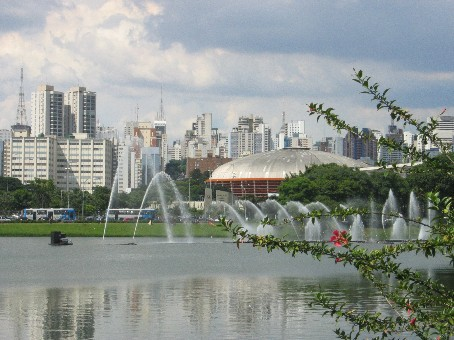
Округ Моема, парк Ібірапуера

Фрегезія-ду-О (Freguesia do Ó)
- Фрегезія-ду-О (Freguesia do Ó)
- Бразіландія (Brasilândia)

Перус (Perus)
- Перус (Perus)
- Аньянгуера (Anhangüera)

Пірітуба (Pirituba)
- Пірітуба (Pirituba)
- Жарагуа (Jaraguá)
- Сан-Домінгус (São Domingos)

### Центральний південь

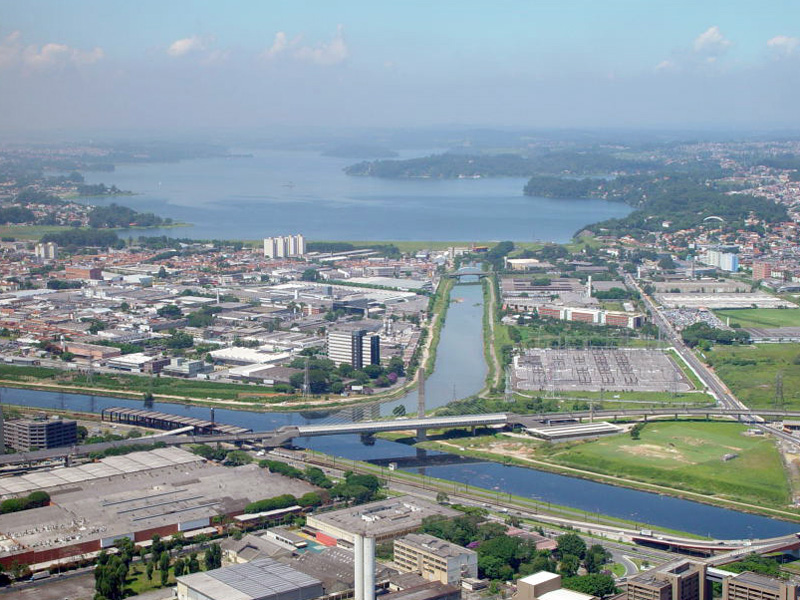
Округ Сокорру, формування річки Піньєйрус

Жабакуара (Jabaquara)
- Жабакуара (Jabaquara)

Санту-Амару (Santo Amaro)
- Санту-Амару (Santo Amaro)
- Кампу-Белу (Campo Belo)
- Кампу-Гранді (Campo Grande)

Віла-Маріана (Vila Mariana)
- Віла-Маріана (Vila Mariana)
- Моема (Moema)
- Сауді (Saúde)

### Південь

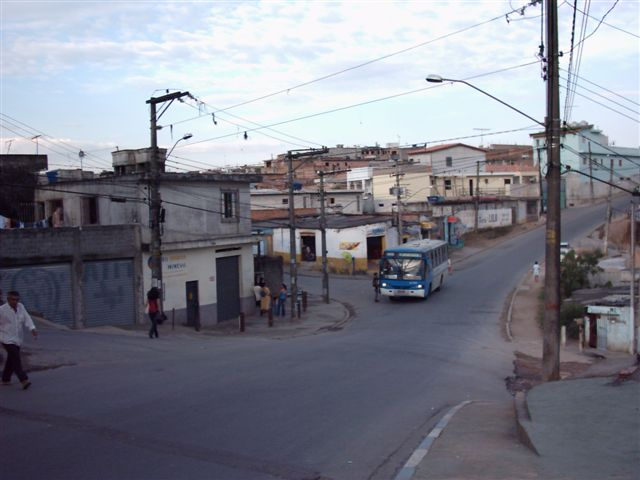
Округ Гражау

Капела-ду-Сокорру (Capela do Socorro)
- Сокорру (Socorro)
- Сідаді-Дутра (Cidade Dutra)
- Гражау (Grajaú)

Кампу-Лімпу (Campo Limpo)
- Кампу-Лімпу (Campo Limpo)
- Капан-Редонду (Capão Redondo)
- Віла-Андраді (Vila Andrade)

Сідаді-Адемар (Cidade Ademar)
- Сідаді-Адемар (Cidade Ademar)
- Педрейра (Pedreira)

М'Бой-Мірім (M'Boi Mirim)
- Жардін-Анжела (Jardim Ângela)
- Жардін-Сан-Луїс (Jardim São Luís)

Парельєйрус (Parelheiros)
- Парельєйрус (Parelheiros)
- Марсілак (Marsilac)